# Amazonski deževni gozd
Amazonski deževni gozd ali amazonska džungla, tudi Amazonija, je vlažen širokolistni tropski deževni gozd v amazonskem biomu, ki pokriva večino porečja Amazonke v Južni Ameriki. Območje obsega 7.000.000 km2, od tega 5.500.000 km2 pokriva deževni gozd. Regija vključuje ozemlje, ki pripada devetim narodom in ima 3344 uradno priznanih avtohtonih ozemelj.
Večina gozdov je v Braziliji, s 60 % deževnega gozda, sledijo Peru s 13 %, Kolumbija z 10 % in z manjšimi predeli v Boliviji, Ekvadorju, Francoski Gvajani, Gvajani, Surinamu in Venezueli. Štiri države imajo Amazonas kot ime ene od svojih upravnih regij prve stopnje, Francija pa uporablja ime Gvajanski amazonski park za zaščiteno območje deževnega gozda. Amazonija predstavlja več kot polovico preostalih deževnih gozdov na planetu in obsega največji in najbolj biološko raznovrsten trakt tropskega deževnega gozda na svetu, z ocenjenimi 390 milijardami posameznih dreves, razdeljenih v 16.000 vrst.
V Amazoniji živi več kot 30 milijonov ljudi iz 350 različnih etničnih skupin, ki so razdeljene na 9 različnih nacionalnih političnih sistemov in 3344 uradno priznanih avtohtonih ozemelj. Avtohtono prebivalstvo predstavlja 9 % celotnega prebivalstva, 60 skupin pa ostaja v veliki meri izoliranih.

## Etimologija
Ime Amazon naj bi izhajalo iz vojne, ki jo je Francisco de Orellana bojeval s Tapuyas in drugimi plemeni. Ženske iz plemena so se borile ob moških, kot je bila njihova navada. Orellana je ime Amazonas izpeljal po Amazonkah iz grške mitologije, ki sta jih opisala Herodot in Diodor Sicilski.

## Zgodovina
V Amazoniji so potekali boji in vojne med sosednjimi plemeni Jivaro. Več plemen skupine Jivaroan, vključno s Shuarji, je izvajalo lov na glave za trofeje in skrčenje glav. Pripovedi misijonarjev na obmejnem območju med Brazilijo in Venezuelo pripovedujejo o nenehnih spopadih med plemeni Yanomami. Več kot tretjina moških Yanomamo je v povprečju umrla zaradi vojne.
Ocenjuje se, da so med amazonskim gumarskim razcvetom bolezni, ki so jih prinesli priseljenci, kot sta tifus in malarija, pobile 40.000 domorodnih ljudi.

## Geografija

### Lega
Devet držav si deli porečje Amazonke – večina deževnega gozda, 58,4 %, je znotraj meja Brazilije. Drugih osem držav vključuje Peru z 12,8 %, Bolivija s 7,7 %, Kolumbija s 7,1 %, Venezuela s 6,1 %, Gvajana s 3,1 %, Surinam z 2,5 %, Francoska Gvajana z 1,4 % in Ekvador z 1 %.

### Narava
Deževni gozd je verjetno nastal v eocenski dobi (od 56 milijonov let do 33,9 milijona let pred sedanjostjo). Pojavil se je po globalnem znižanju tropskih temperatur, ko se je Atlantski ocean dovolj razširil, da je zagotovil toplo, vlažno podnebje v porečju Amazonke. Deževni gozd obstaja že vsaj 55 milijonov let, večina regije pa je ostala brez biomov tipa savane vsaj do zadnje ledene dobe, ko je bilo podnebje bolj suho in savana bolj razširjena.
Po dogodku kredno-terciarnega izumrtja sta izumrtje dinozavrov in bolj vlažno podnebje morda omogočila, da se je tropski deževni gozd razširil po celini. Od 66 do 34 Ma se je deževni gozd razširil do juga do 45 °. Podnebna nihanja v zadnjih 34 milijonih let so omogočila, da so se regije savan razširile v tropske predele. V oligocenu je na primer deževni gozd obsegal razmeroma ozek pas. V srednjem miocenu se je ponovno razširil, nato pa se je ob zadnjem ledeniškem maksimumu umaknil v večinoma notranjo formacijo. Vendar pa je deževni gozd v teh ledeniških obdobjih še vedno uspel, kar je omogočilo preživetje in razvoj široke raznolikosti vrst.
Sredi eocena se domneva, da je porečje Amazonke po sredini celine razdelil Purusov lok. Voda na vzhodni strani je tekla proti Atlantiku, medtem ko je na zahodu voda tekla proti Pacifiku čez Amazonsko kotlino. Ko se je gorovje Andov dvignilo, pa je nastala velika kotanja, ki je obdajala jezero; danes znan kot bazen Solimões. V zadnjih 5–10 milijonih let se je ta nakopičena voda prebila skozi Purusov lok in se pridružila vzhodnemu toku proti Atlantiku.
Obstajajo dokazi, da so se v vegetaciji amazonskega deževnega gozda v zadnjih 21.000 letih skozi zadnji ledeniški maksimum (ZGM) in kasnejšo deglaciacijo zgodile pomembne spremembe. Analize usedlin iz paleojezer amazonskega bazena in amazonskega vršaja kažejo, da je bilo padavin v porečju med ZGM nižje kot trenutno, kar je bilo skoraj zagotovo povezano z zmanjšano vlažno tropsko vegetacijo v porečju. Vendar pa obstaja razprava o tem, kako obsežno je bilo to zmanjšanje. Nekateri znanstveniki trdijo, da je bil deževni gozd zmanjšan na majhno, izolirano zatočišče, ločeno z odprtim gozdom in travniki; drugi znanstveniki trdijo, da je deževni gozd ostal večinoma nedotaknjen, vendar se je raztezal manj daleč proti severu, jugu in vzhodu, kot ga vidimo danes. To razpravo se je izkazalo za težko razrešljivo, ker praktične omejitve dela v deževnem gozdu pomenijo, da je vzorčenje podatkov pristransko stran od središča porečja Amazonke, obe razlagi pa sta razumno dobro podprti z razpoložljivimi podatki.

#### Prah iz puščave Sahara, ki ga veter odnese v Amazonko
Več kot 56 % prahu, ki gnoji amazonski deževni gozd, prihaja iz depresije Bodélé v severnem Čadu v puščavi Sahara. Prah vsebuje fosfor, ki je pomemben za rast rastlin. Letni prah Sahare nadomesti enakovredno količino fosforja, ki se letno odplakne v amazonsko zemljo zaradi dežja in poplav.
Nasin satelit CALIPSO je izmeril količino prahu, ki ga veter prenaša iz Sahare v Amazonijo: povprečno 182 milijonov ton prahu vsako leto odnese iz Sahare, na 15 stopinjah zahodne dolžine, čez 2600 km čez Atlantski ocean (nekaj prahu pade v Atlantik), nato na 35 stopinjah zahodne zemljepisne dolžine na vzhodni obali Južne Amerike 27,7 milijona ton (15 %) prahu pade na porečje Amazonke (22 milijonov ton je sestavljeno iz fosforja) 132 milijonov ton prahu ostane v zraku, 43 milijonov ton prahu nanese veter in pade na Karibsko morje, čez 75 stopinj zahodne dolžine.
CALIPSO uporablja laserski daljinomer za skeniranje zemeljske atmosfere glede navpične porazdelitve prahu in drugih aerosolov. Redno sledi prašnemu oblaku Sahara-Amazon. CALIPSO je izmeril razlike v količini prepeljanega prahu – 86-odstotni padec med najvišjo količino prepeljanega prahu v letu 2007 in najnižjo v letu 2011.
Možnost, ki povzroča variacijo, je Sahel, pas polsušnega ozemlja na južni meji Sahare. Ko so količine dežja v Sahelu večje, je količina prahu manjša. Večje padavine bi lahko povzročile več vegetacije v Sahelu, zaradi česar bi bilo manj peska, izpostavljenega vetru, ki bi ga odpihnil.
Amazonski fosfor se pojavi tudi kot dim zaradi gorenja biomase v Afriki.

### Človeške aktivnosti
Na podlagi arheoloških dokazov iz izkopavanj v Caverna da Pedra Pintada so se človeški prebivalci prvič naselili v regiji Amazonije pred najmanj 11.200 leti. Kasnejši razvoj do leta 1250 našega štetja je privedel do poznoprazgodovinskih naselij vzdolž obrobja gozda, kar je povzročilo spremembe v gozdnem pokrovu.
Dolgo časa je veljalo, da amazonski pragozd ni bil le redko poseljen, saj je bilo zaradi slabe zemlje nemogoče vzdrževati veliko prebivalcev s kmetijstvom. Arheologinja Betty Meggers je bila vidna zagovornica te ideje, kot je opisala v svoji knjigi Amazonia: Man and Culture in a Counterfeit Paradise. Trdila je, da je gostota prebivalstva 0,2 prebivalca na kvadratni kilometer največ, kar je mogoče vzdrževati v deževnem gozdu z lovom, pri čemer je kmetijstvo potrebno za gostovanje večje populacije. Vendar pa najnovejše antropološke ugotovitve kažejo, da je bila regija dejansko gosto poseljena. V regiji Amazonije je leta 1500 našega štetja morda živelo približno 5 milijonov ljudi, razdeljenih med gosto obalna naselja, kot je na primer v Maraju in prebivalce v notranjosti. Do leta 1900 se je prebivalstvo zmanjšalo na 1 milijon, v zgodnjih 1980-ih pa manj kot 200.000.
Prvi Evropejec, ki je prepotoval dolžino reke Amazonke, je bil Francisco de Orellana leta 1542. BBC-jeva oddaja Unnatural Histories predstavlja dokaze, da je Orellana, namesto da bi pretiraval s svojimi trditvami, kot so mislili prej, pravilen v svojih opažanjih, da je kompleksna civilizacija cvetela vzdolž Amazonke v 1540-ih. Domneva se, da je bila civilizacija kasneje uničena zaradi širjenja bolezni iz Evrope, kot so črne koze. To civilizacijo je v začetku 20. stoletja raziskoval britanski raziskovalec Percy Fawcett. Rezultati njegovih odprav so bili neprepričljivi in na svojem zadnjem potovanju je skrivnostno izginil. Njegovo ime za to izgubljeno civilizacijo je bilo Mesto Z.
Od 1970-ih so bili na posekanem zemljišču odkriti številni geoglifi, ki segajo med leta 1. in 1250 n. št., kar podpira trditve o predkolumbovskih civilizacijah. Ondemar Dias je pooblaščen za prvo odkritje geoglifov leta 1977, Alceu Ranzi pa je zaslužen za nadaljnje odkritje po preletu Acre. BBC-jeva oddaja Unnatural Histories je predstavila dokaze, da je amazonski pragozd, namesto da bi bil neokrnjena divjina, oblikoval človek že vsaj 11.000 let s praksami, kot sta gozdno vrtnarjenje in terra preta. Terra preta je na velikih površinah v amazonskem gozdu in je zdaj splošno sprejeta kot produkt domačega upravljanja tal. Razvoj te rodovitne zemlje je omogočil kmetijstvo in gozdarstvo v prej sovražnem okolju kar pomeni, da so veliki deli amazonskega deževnega gozda verjetno posledica stoletnega upravljanja ljudi, ne pa naravnih pojavov, kot se je prej domnevalo. V regiji plemena Šingu so leta 2003 Michael Heckenberger in sodelavci Univerze na Floridi našli ostanke nekaterih teh velikih naselij sredi amazonskega gozda. Med njimi so bili dokazi o cestah, mostovih in velikih trgih.

## Biodiverziteta, rastlinstvo in živalstvo
Vlažni tropski gozdovi so najbogatejši biom z vrstami, tropski gozdovi v Ameriki pa so dosledno bolj bogati z vrstami kot vlažni gozdovi v Afriki in Aziji. Amazonski deževni gozdovi imajo kot največji del tropskega deževnega gozda v Ameriki neprimerljivo biotsko raznovrstnost. Ena od desetih znanih vrst na svetu živi v amazonskem pragozdu. To je največja zbirka živih rastlin in živalskih vrst na svetu.
V regiji živi približno 2,5 milijona vrst žuželk , več deset tisoč rastlin  in približno 2000 ptic in sesalcev. Do danes je bilo v regiji znanstveno razvrščenih najmanj 40.000 rastlinskih vrst, 2200 rib, 1294 ptic, 427 sesalcev, 428 dvoživk in 378 plazilcev. Ena od petih vrst ptic je v amazonskem deževnem gozdu, ena od petih vrst rib pa živi v amazonskih rekah in potokih. Znanstveniki so samo v Braziliji opisali med 96.660 in 128.843 vrst nevretenčarjev.
Biotska raznovrstnost rastlinskih vrst je največja na Zemlji, ena študija iz leta 2001 je ugotovila, da četrt kvadratnega kilometra (62 hektarjev) ekvadorskega deževnega gozda podpira več kot 1100 drevesnih vrst. Študija iz leta 1999 je pokazala, da lahko en kvadratni kilometer (247 hektarjev) amazonskega deževnega gozda vsebuje približno 90.790 ton živih rastlin. Povprečna rastlinska biomasa je ocenjena na 356 ± 47 ton na hektar. Do danes je bilo v regiji registriranih približno 438.000 vrst rastlin gospodarskega in družbenega pomena, veliko več jih je treba odkriti ali katalogizirati. Skupno število drevesnih vrst v regiji je ocenjeno na 16.000.
Zelena listna površina rastlin in dreves v deževnem gozdu se zaradi sezonskih sprememb razlikuje za približno 25 %. Listi se razširijo v sušnem obdobju, ko je sončna svetloba največja, nato pa se v oblačnem mokrem obdobju odvržejo. Te spremembe zagotavljajo ravnovesje ogljika med fotosintezo in dihanjem.
Deževni gozd vsebuje več vrst, ki lahko predstavljajo nevarnost. Med največja plenilska bitja spadajo črni kajman, jaguar, puma in anakonda. V reki lahko električne jegulje (Electrophorus) povzročijo električni udar, ki lahko omami ali ubije, medtem ko je znano, da piranje ugriznejo in poškodujejo ljudi. Različne vrste strupenih žab skozi svoje meso izločajo lipofilne alkaloidne toksine. Obstajajo tudi številni paraziti in prenašalci bolezni. Vampirski netopirji prebivajo v deževnem gozdu in lahko širijo virus stekline. Malarija, rumena mrzlica in mrzlica denga se lahko okužijo tudi v regiji Amazonije.
Biotska raznovrstnost v Amazoniji postaja vse bolj ogrožena, predvsem zaradi izgube habitata zaradi krčenja gozdov in povečane pogostnosti požarov. Več kot 90 % amazonskih rastlinskih in vretenčarskih vrst (skupaj 13.000–14.000) je bilo morda do neke mere prizadetih zaradi požarov.
- Hoacin
- Mygalomorphae
- Vriskači
- Heliconia
- Rjavonogi lenivec (Bradypus variegatus)
- Cesarska tamarinka (Saguinus imperator)
- Modra strupena žaba (Dendrobates tinctorius "azureus")
- Južnoameriški jaguar (Panthera onca) je plenilec v amazonskem deževnem gozdu
- Uakari (Cacajao calvus)
- Paraponera clavata – mravlje imajo zelo boleč pik
- Papagaji pri lizanju gline v narodnem parku Yasuni v Ekvadorju
- Zelena anakonda (Eunectes murinus)
- Črni kajman (Melanosuchus niger)

## Deforestacija
Krčenje gozdov je pretvorba gozdnih površin v negozdna območja. Glavni viri krčenja gozdov v Amazoniji so človeška poselitev in razvoj zemlje. Leta 2018 je bilo uničenih že približno 17 % amazonskega deževnega gozda. Raziskave kažejo, da bo dosežena prelomna točka, ko bo dosegla približno 20–25 % (torej 3–8 % več), da jo spremenimo v negozdni ekosistem – degradirano savano – (v vzhodni, južni in osrednji Amazoniji).
Pred zgodnjimi 1960-imi je bil dostop do notranjosti gozda zelo omejen, gozd pa je ostal v bistvu nedotaknjen. Kmetije, ustanovljene v 1960-ih, so temeljile na pridelavi poljščin in metodi požigalništva. Vendar kolonisti niso mogli gospodariti s svojimi njivami in pridelki zaradi izgube rodovitnosti tal in vdora plevela. Tla v Amazoniji so produktivna le kratek čas, zato se kmetje nenehno selijo na nova območja in čistijo več zemlje. Te kmetijske prakse so privedle do krčenja gozdov in povzročile veliko okoljsko škodo. Krčenje gozdov je precejšnje, območja, očiščena gozdov, pa so vidna s prostim očesom iz vesolja.
V 1970-ih se je začela gradnja Transamazonske ceste. Ta cesta je predstavljala veliko grožnjo za amazonski pragozd. Cesta še ni dokončana, kar omejuje okoljsko škodo.
Med letoma 1991 in 2000 se je skupna površina izgubljenih gozdov v Amazoniji povečala s 415.000 na 587.000 km², pri čemer je večina izgubljenih gozdov postala pašnik za živino. 70 % nekdanjega gozdnatega zemljišča v Amazoniji in 91 % zemljišč, posekanih od leta 1970, je bilo uporabljenih za pašo za živino. Trenutno je Brazilija največji svetovni proizvajalec soje. Nove raziskave, ki jo je izvedla Leydimere Oliveira na primer, so pokazale, da več kot je posekanih deževnih gozdov v Amazoniji, manj padavin doseže območje in tako nižji postane donos na hektar. Torej kljub popularnemu dojemanju Brazilija ni imela nobene gospodarske prednosti od sečnje območij deževnih gozdov in pretvorbe le-teh v pastoralna polja.
Potrebe kmetov za pridelavo soje so bile uporabljene za utemeljitev številnih kontroverznih transportnih projektov, ki se trenutno razvijajo v Amazoniji. Prvi dve cesti sta uspešno odprli deževni gozd in privedli do povečane poselitve in krčenja gozdov. Povprečna letna stopnja krčenja gozdov od leta 2000 do 2005 (22.392 km² na leto) je bila 18 % višja kot v prejšnjih petih letih (19.018 km² na leto). Čeprav se je krčenje gozdov v brazilski Amazoniji med letoma 2004 in 2014 močno zmanjšalo, se je vse do danes povečalo.
Od odkritja rezervoarjev fosilnih goriv v amazonskem deževnem gozdu se je dejavnost vrtanja nafte vztrajno povečevala in dosegla vrhunec v zahodni Amazoniji v 1970-ih in sprožila nov razcvet vrtanja v 2000-ih. Ker morajo naftne družbe svoje poslovanje vzpostaviti z odpiranjem cest skozi gozdove, kar pogosto prispeva k krčenju gozdov v regiji.
Okoljski aktivisti in zagovorniki pravic avtohtonih prebivalcev so obsodili sporazum o prosti trgovini med Evropsko unijo in Mercosurjem, ki bi tvoril eno največjih območij proste trgovine na svetu. Strah je, da bi dogovor lahko privedel do večjega krčenja amazonskega deževnega gozda, saj širi dostop do trga za brazilsko govedino.

### Požari 2019
Leta 2019 je bilo v Braziliji 72.843 požarov, od tega več kot polovica v regiji Amazonije. Avgusta 2019 je bilo rekordno število požarov. Krčenje gozdov v brazilski Amazoniji se je junija 2019 povečalo za več kot 88 % v primerjavi z istim mesecem leta 2018.
- NASA-ino satelitsko opazovanje krčenja gozdov v brazilski zvezni državi Mato Grosso. Preoblikovanje iz gozda v kmetijo je razvidno iz svetlejše kvadratne oblike, ki se razvija..
- Požari in krčenje gozdov v zvezni državi Rondônia
- Ena od posledic čiščenja gozdov v Amazoniji: gost dim, ki visi nad gozdom
- Vpliv krčenja gozdov na naravni habitat dreves

Povečana površina gozdov, ki jih je prizadel požar, je sovpadala s sprostitvijo okoljskih predpisov brazilske vlade. Pred uvedbo teh predpisov leta 2008 je bilo tudi območje, ki ga je prizadel požar, večje v primerjavi z obdobjem predpisov 2009–2018. Ker se ti požari še naprej približujejo osrčju Amazonskega bazena, se bo njihov vpliv na biotsko raznovrstnost le še povečal, saj je skupno območje, ki ga je prizadel požar, povezano s številom prizadetih vrst.

## Ohranjanje in podnebne spremembe
Okoljevarstveniki so zaskrbljeni zaradi izgube biotske raznovrstnosti, ki bo posledica uničenja gozdov in tudi zaradi sproščanja ogljika, ki ga vsebuje vegetacija, kar bi lahko pospešilo globalno segrevanje. Amazonski zimzeleni gozdovi predstavljajo približno 10 % svetovne primarne kopenske produktivnosti in 10 % zalog ogljika v ekosistemih – velikosti 1,1 × 1011 metričnih ton ogljika. Ocenjuje se, da so amazonski gozdovi med letoma 1975 in 1996 nabrali 0,62 ± 0,37 ton ogljika na hektar na leto. Leta 2021 so poročali, da je Amazonija prvič izpustila več toplogrednih plinov, kot jih je absorbirala. Čeprav se pogosto omenja, da proizvaja več kot četrtino zemeljskega kisika, je to pogosto navedeno, vendar se napačno uporabljena statistika dejansko nanaša na promet kisika. Neto prispevek ekosistema je približno nič.
En računalniški model prihodnjih podnebnih sprememb, ki jih povzročajo emisije toplogrednih plinov, kaže, da bi lahko amazonski deževni gozd postal nevzdržen v razmerah močno zmanjšanih padavin in povišanih temperatur, kar bi povzročilo skoraj popolno izgubo deževnega pokrova v porečju do leta 2100. Vendar pa simulacije podnebnih sprememb v porečju Amazonke v številnih različnih modelih niso skladne pri njihovi oceni kakršnega koli odziva padavin, ki segajo od šibkega povečanja do močnega zmanjšanja. Rezultat kaže, da bi lahko deževni gozd v 21. stoletju poleg krčenja gozdov ogrožale tudi podnebne spremembe.
Leta 1989 so okoljevarstvenik C.M. Peters in dva kolega izjavili, da obstaja gospodarska in biološka spodbuda za zaščito deževnega gozda. En hektar v perujski Amazoniji je bil izračunan na vrednost 6820 dolarjev, če se v nedotaknjenem gozdu trajnostno spravljajo sadje, lateks in les; 1000 $, če je posekan za komercialni les (ni trajnostno posekan); ali 148 $, če se uporablja kot paša za govedo.
Po mnenju WWF bi lahko ekoturizem Amazoniji pomagal zmanjšati krčenje gozdov in podnebne spremembe. Ekoturizem se trenutno v Amazoniji še vedno malo izvaja, deloma zaradi pomanjkanja informacij o krajih, kjer je možna implementacija. Brazilski državni sekretar za okolje in trajnostni razvoj je leta 2009 ob reki Aripuanã v rezervatu za trajnostni razvoj Aripuanã obravnaval projekt ekoturizma v brazilskem delu amazonskega deževnega gozda. Tudi v rezervatu za trajnostni razvoj Mamirauá obstaja nekaj ekoturizma, ki temelji na skupnosti. Ekoturizem se izvaja tudi v perujskem delu amazonskega deževnega gozda. Nekaj ekolož je na primer prisotnih med Cuscom in Madre de Dios.
Ker domorodna ozemlja še naprej uničujejo krčenje gozdov in ekocid, kot na primer v perujski Amazoniji, skupnosti avtohtonih ljudstev v pragozdu še naprej izginjajo, medtem ko se druga, kot je Urarina, še naprej borijo za svoje kulturno preživetje in usodo svojega gozdnatega ozemlja. Medtem je odnos med primati, ki niso ljudje, v preživetju in simboliki avtohtonih nižinskih južnoameriških ljudstev pridobil večjo pozornost, tako kot etno-biologija in prizadevanja za ohranjanje, ki temeljijo na skupnosti.
Od leta 2002 do 2006 se je ohranjena zemljišča v amazonskem deževnem gozdu skoraj potrojila, stopnje krčenja gozdov pa so padle na 60 %. Približno 1.000.000 km2 je bilo namenjenih nekakšnemu ohranjanju, kar skupaj predstavlja trenutno količino 1.730.000 km2.
Aprila 2019 je ekvadorsko sodišče ustavilo dejavnosti raziskovanja nafte na 180.000 hektarjih amazonskega pragozda.
Julija 2019 je ekvadorsko sodišče vladi prepovedalo prodajo ozemlja z gozdovi naftnim družbam. Septembra 2019 so se ZDA in Brazilija dogovorile za spodbujanje razvoja zasebnega sektorja v Amazoniji. Obljubili so tudi sklad za ohranjanje biotske raznovrstnosti v vrednosti 100 milijonov dolarjev za Amazonijo, ki ga vodi zasebni sektor. Brazilski zunanji minister je izjavil, da je odprtje deževnega gozda gospodarskemu razvoju edini način za njegovo zaščito.
- Antropogena emisija toplogrednih plinov po sektorjih za leto 2000.
- Aerosoli nad Amazonijo vsak september v štirih sezonah gorenja (2005 do 2008). Aerosolna lestvica (rumena do temno rdečkasto rjava) označuje relativno količino delcev, ki absorbirajo sončno svetlobo.
- Zračne korenine rdeče mangrove na amazonski reki.
- Motnje zaradi podnebnih sprememb v deževnih gozdovih.

Študija iz leta 2009 je pokazala, da bi dvig globalnih temperatur za 4 °C (nad predindustrijsko ravnjo) do leta 2100 uničil 85 % amazonskega deževnega gozda, medtem ko bi dvig temperature za 3 °C uničil približno 75 % Amazonije.
Nova študija mednarodne ekipe okoljskih znanstvenikov v brazilski Amazoniji kaže, da je mogoče varstvo sladkovodne biotske raznovrstnosti povečati do 600 % z integriranim sladkovodno-kopenskim načrtovanjem.
Krčenje gozdov v regiji amazonskih deževnih gozdov negativno vpliva na lokalno podnebje. To je bil eden glavnih vzrokov za hudo sušo 2014–2015 v Braziliji. To je zato, ker je vlaga iz gozdov pomembna za padavine v Braziliji, Paragvaju in Argentini. Polovico padavin na območju Amazonije proizvedejo gozdovi.
Rezultati znanstvene sinteze iz leta 2021 kažejo, da v smislu globalnega segrevanja porečje Amazonke z amazonskim deževnim gozdom trenutno oddaja več toplogrednih plinov, kot jih na splošno absorbira. Vplivi podnebnih sprememb in človeške dejavnosti na območju – predvsem požari v naravi, trenutna raba zemljišč in krčenje gozdov – povzročajo sproščanje sililnih sredstev, ki verjetno povzročijo neto učinek segrevanja.

### Daljinsko zaznavanje
Uporaba daljinsko zaznanih podatkov dramatično izboljšuje znanje naravovarstvenikov o porečju Amazonke. Glede na objektivnost in nižje stroške satelitske analize pokrovnosti in sprememb tal se zdi verjetno, da bo tehnologija daljinskega zaznavanja sestavni del ocenjevanja obsega, lokacije in škode zaradi krčenja gozdov v porečju. Poleg tega je daljinsko zaznavanje najboljši in morda edini možni način za preučevanje Amazonije v velikem obsegu.
Uporaba daljinskega zaznavanja za ohranjanje Amazonije uporabljajo tudi domorodna plemena porečja za zaščito svojih plemenskih zemljišč pred komercialnimi interesi. Z uporabo ročnih GPS naprav in programov, kot je Google Earth, člani plemena Trio, ki živijo v deževnih gozdovih južnega Surinama, načrtujejo zemlje svojih prednikov, da bi okrepili svoje ozemeljske zahteve. Trenutno večina plemen v Amazoniji nima jasno opredeljenih meja, kar komercialnim podjetjem olajša ciljanje na njihova ozemlja.
Za natančno preslikavo amazonske biomase in kasnejših emisij, povezanih z ogljikom, je razvrstitev stopenj rasti dreves v različnih delih gozda ključnega pomena. Leta 2006 je Tatiana Kuplich razvrstila drevesa Amazonije v štiri kategorije: zrel gozd, obnovitveni gozd [manj kot tri leta], obnovitveni gozd [med tremi in petimi leti ponovne rasti] in obnovitveni gozd [enajst do osemnajst let nenehnega razvoja. Raziskovalka je uporabila kombinacijo radarja s sintetično zaslonko (SAR) in Thematic Mapper (TM), da bi natančno uvrstil različne dele Amazonke v eno od štirih klasifikacij.

### Vpliv amazonskih suš v začetku 21. stoletja
Leta 2005 so deli amazonskega bazena doživeli najhujšo sušo v sto letih in obstajali so znaki, da je bilo leto 2006 morda drugo zaporedno leto suše. Članek iz leta 2006 v britanskem časopisu The Independent je poročal o rezultatih raziskovalnega centra Woods Hole, ki kažejo, da bi gozd v svoji sedanji obliki lahko preživel le tri leta suše. Znanstveniki z Brazilskega nacionalnega inštituta za raziskave Amazonije so v članku trdili, da ta odziv na sušo, skupaj z učinki krčenja gozdov na regionalno podnebje, potiska deževni gozd proti "prelomni točki", kjer bi nepovratno začel umirati. Ugotovil je, da je gozd na robu [nejasnega] spreminjanja v savano ali puščavo, kar ima katastrofalne posledice za svetovno podnebje. Študija, objavljena v Nature Communications oktobra 2020, je pokazala, da je približno 40 % amazonskega deževnega gozda zaradi zmanjšane količine padavin v nevarnosti, da postane ekosistem podoben savani.
Po podatkih Svetovnega sklada za naravo kombinacija podnebnih sprememb in krčenja gozdov povečuje učinek sušenja odmrlih dreves, ki povzročajo gozdne požare.
Leta 2010 je amazonski deževni gozd doživel še eno hudo sušo, ki je bila na nek način hujša od suše leta 2005. Prizadeta regija je obsegala približno 3.000.000 km² deževnega gozda v primerjavi z 1.900.000 km² leta 2005. Suša leta 2010 je imela tri epicentre, kjer je vegetacija odmrla. Ugotovitve so bile objavljene v reviji Science. V običajnem letu Amazonka absorbira 1,5 gigaton ogljikovega dioksida; v letu 2005 je bilo namesto tega izpuščenih 5 gigaton, leta 2010 pa 8 gigaton. Dodatne hude suše so se pojavile v letih 2015 in 2016.
Leta 2019 je bila brazilska zaščita amazonskega deževnega gozda zmanjšana, kar je povzročilo hudo izgubo dreves. Po podatkih brazilskega nacionalnega inštituta za vesoljske raziskave (INPE) se je krčenje gozdov v brazilski Amazoniji v prvih treh mesecih leta 2020 povečalo za več kot 50 % v primerjavi z istim trimesečnim obdobjem leta 2019.
Leta 2020 so požari v Amazoniji zabeležili 17-odstotno rast, kar je pomenilo najslabši začetek sezone požarov v zadnjem desetletju. V prvih 10 dneh avgusta 2020 je bilo priča 10.136 požarov. Analiza vladnih podatkov je odražala 81-odstotno povečanje požarov v zveznih rezervah v primerjavi z enakim obdobjem leta 2019. Vendar je predsednik Jair Bolsonaro zavrnil obstoj požarov in jih označil za "laž", kljub podatkom, ki jih je pripravila njegova vlada. Sateliti so septembra zabeležili 32.017 žarišč v največjem deževnem gozdu na svetu, kar je 61 % več kot v istem mesecu leta 2019. Poleg tega se je oktobra močno povečalo število žarišč v gozdu (več kot 17.000 požarov gori v amazonskem deževnem gozdu) – v istem mesecu lani so zaznali več kot dvakratno količino požarov.